# Gianfranco Gatti
Gianfranco Gatti (Como, 29 luglio 1930 – Como, 3 febbraio 2017) è stato un calciatore italiano, di ruolo terzino.

## Carriera
Giocò per tre stagioni nel campionato di Serie A con il Como.

## Palmarès

### Club

#### Competizioni nazionali
- Serie B: 1

Como: 1948-1949